# Hypsoides befotakana
Hypsoides befotakana är en fjärilsart som beskrevs av Pierre E.L. Viette 1965. Hypsoides befotakana ingår i släktet Hypsoides och familjen tandspinnare. Inga underarter finns listade i Catalogue of Life.